# 2014-es férfi vízilabda-Európa-bajnokság
A 2014-es férfi vízilabda-Európa-bajnokság a 31. volt férfi Európa-bajnokságok történetében. A tornát Budapesten, Magyarországon rendezték július 14. és 27. között. A címvédő a szerb válogatott. Az Európa-bajnokságról három csapat szerzett indulási jogot a 2015-ös férfi vízilabda-világbajnokságra.
Az Eb-t Szerbia nyerte, a magyar válogatott ezüstérmes lett.

## Résztvevők
Az Eb-n a következő 12 válogatott vett részt:
| Esemény                  | Helyszín  | Kvóta | Csapat                                                                        |
| ------------------------ | --------- | ----- | ----------------------------------------------------------------------------- |
| Rendező                  | –         | 1     | Magyarország                                                                  |
| 2012-es Európa-bajnokság | Eindhoven | 5     | Szerbia · Montenegró · Olaszország · Németország · Görögország                |
| Selejtezőtorna           |           | 6     | Oroszország · Spanyolország · Franciaország · Grúzia · Horvátország · Románia |
| Összesen                 |           |       | 12                                                                            |

## Sorsolás
Az Európa-bajnokság csoportbeosztását 2014. március 9-én sorsolták Budapesten, a Marriott Hotelben. A 12 csapatot 4 kalapban helyezték el. Az első három kalapból mindkét csoportba 1–1 csapat került. A sorsolást Drávucz Rita végezte el.
| 1. kalap (a 2012-es Eb első két helyezettje) | 2. kalap (a 2012-es Eb 3. és 4. helyezettje) | 3. kalap (a 2012-es Eb 5. és 6. helyezettje) | 4. kalap (a selejtezők győztesei) |
| -------------------------------------------- | -------------------------------------------- | -------------------------------------------- | --------------------------------- |
| Szerbia                                      | Magyarország                                 | Görögország                                  | Horvátország                      |
| Montenegró                                   | Olaszország                                  | Németország                                  | Románia                           |
|                                              |                                              |                                              | Oroszország                       |
|                                              |                                              |                                              | Grúzia                            |
|                                              |                                              |                                              | Spanyolország                     |
|                                              |                                              |                                              | Franciaország                     |

## Lebonyolítás

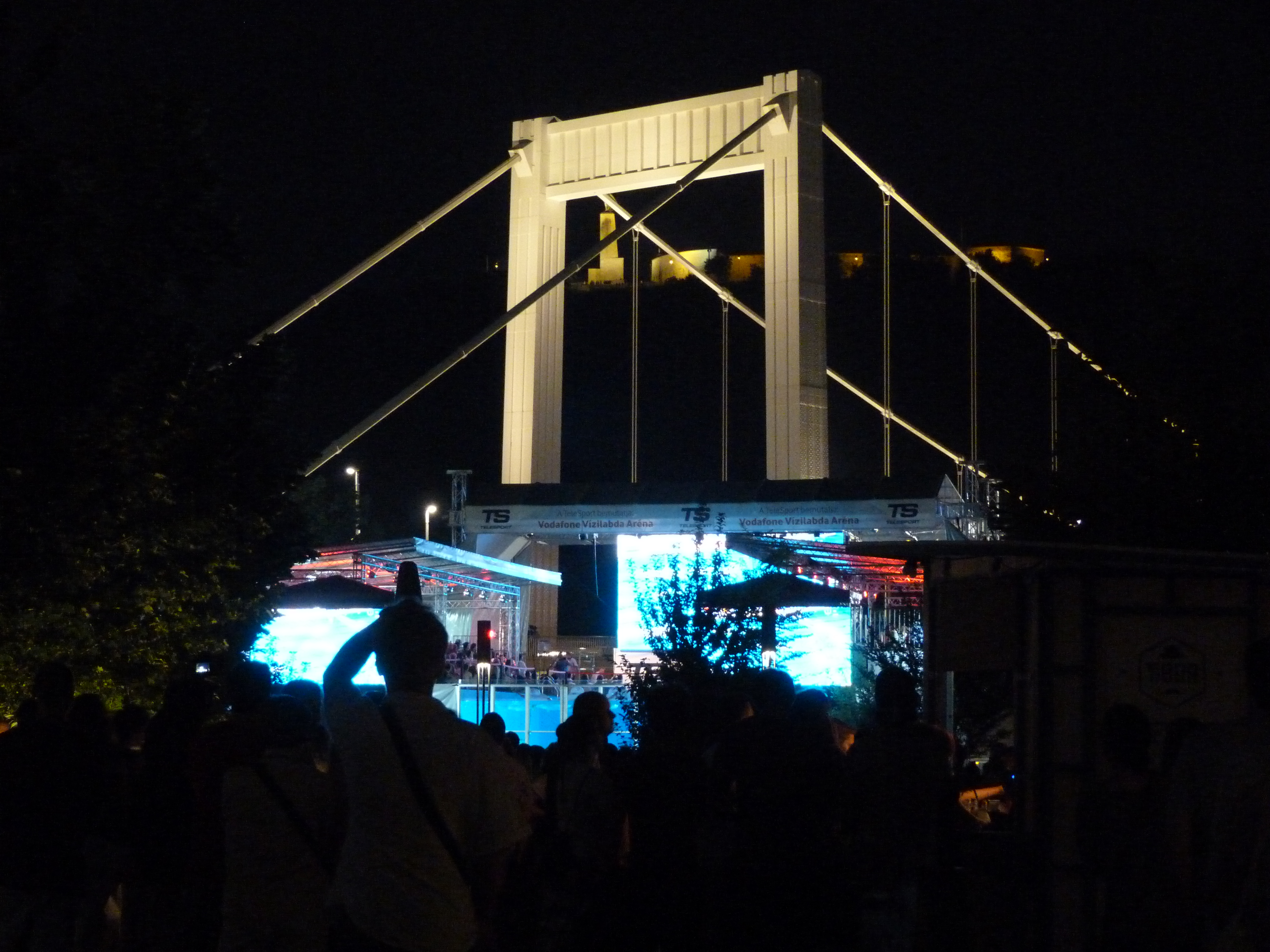
A Szerbia–Magyarország döntő óriáskivetítőn, az Erzsébet híd pesti hídfőjénél

A tornán 12 ország válogatottja vett részt. A csapatokat két darab, 6 csapatból álló csoportokba sorsolták. A csoporton belül körmérkőzések döntötték el a csoportok végeredményét. A csoportmérkőzések után az első helyezettek közvetlenül az elődöntőbe kerültek. A második és harmadik helyezettek egy mérkőzést játszottak az elődöntőbe jutásért. Az elődöntő győztesei játszották a döntőt, a vesztesek a bronzéremért mérkőzhettek.

## Csoportkör
| Színmagyarázat                                                                                        |
| --- |
| A csoportok első helyezettjei bejutottak az elődöntőbe.                                               |
| A csoportok második és harmadik helyezettjei az elődöntőbe jutásért egy további mérkőzést játszottak. |
| A csoportok negyedik helyezettjei a 7–10. helyért játszhattak.                                        |
| A csoportok ötödik és hatodik helyezettjei a 10 közé jutásért egy további mérkőzést játszottak.       |

Minden időpont közép-európai nyári idő szerint van feltüntetve.

### A csoport
| Csapat      | M | Gy | D | V | G+ | G– | Gk  | P  |
| ----------- | - | -- | - | - | -- | -- | --- | -- |
| Montenegró  | 5 | 4  | 1 | 0 | 62 | 29 | +33 | 13 |
| Olaszország | 5 | 3  | 2 | 0 | 52 | 30 | +22 | 11 |
| Görögország | 5 | 3  | 1 | 1 | 52 | 41 | +11 | 10 |
| Románia     | 5 | 2  | 0 | 3 | 43 | 46 | −3  | 6  |
| Oroszország | 5 | 1  | 0 | 4 | 43 | 63 | −20 | 3  |
| Grúzia      | 5 | 0  | 0 | 5 | 31 | 74 | −43 | 0  |

| 2014. július 14. 13:00 | Románia              | 11–6        | Grúzia   | Hajós Alfréd Nemzeti Sportuszoda, Budapest Játékvezetők: Ćirić (SRB), Taylor (GBR) |
| 2014. július 14. 13:00 | (3–4, 3–1, 2–0, 3–1) |             |          | Hajós Alfréd Nemzeti Sportuszoda, Budapest Játékvezetők: Ćirić (SRB), Taylor (GBR) |
| 2014. július 14. 13:00 | Radu, Negrean 3      | Jegyzőkönyv | Jelaca 3 | Hajós Alfréd Nemzeti Sportuszoda, Budapest Játékvezetők: Ćirić (SRB), Taylor (GBR) |

| 2014. július 14. 16:00 | Montenegró           | 11–6        | Görögország              | Hajós Alfréd Nemzeti Sportuszoda, Budapest Játékvezetők: Bender (GER), Fekete (HUN) |
| 2014. július 14. 16:00 | (1–1, 4–1, 3–2, 3–2) |             |                          | Hajós Alfréd Nemzeti Sportuszoda, Budapest Játékvezetők: Bender (GER), Fekete (HUN) |
| 2014. július 14. 16:00 | Ivović 3             | Jegyzőkönyv | Fundúlisz, Vlahopulosz 2 | Hajós Alfréd Nemzeti Sportuszoda, Budapest Játékvezetők: Bender (GER), Fekete (HUN) |

| 2014. július 14. 19:00 | Olaszország          | 13–6        | Oroszország   | Hajós Alfréd Nemzeti Sportuszoda, Budapest Játékvezetők: Koryzna (POL), Teixido (ESP) |
| 2014. július 14. 19:00 | (3–1, 4–3, 4–1, 2–1) |             |               | Hajós Alfréd Nemzeti Sportuszoda, Budapest Játékvezetők: Koryzna (POL), Teixido (ESP) |
| 2014. július 14. 19:00 | Giorgetti 4          | Jegyzőkönyv | Sztyepanyuk 2 | Hajós Alfréd Nemzeti Sportuszoda, Budapest Játékvezetők: Koryzna (POL), Teixido (ESP) |

| 2014. július 15. 11:30 | Grúzia               | 6–15        | Görögország | Hajós Alfréd Nemzeti Sportuszoda, Budapest Játékvezetők: Galindo (ESP), Dutilh-Dumas (NED) |
| 2014. július 15. 11:30 | (1–4, 1–6, 3–3, 1–2) |             |             | Hajós Alfréd Nemzeti Sportuszoda, Budapest Játékvezetők: Galindo (ESP), Dutilh-Dumas (NED) |
| 2014. július 15. 11:30 | Franicevic 2         | Jegyzőkönyv | Fundúlisz 6 | Hajós Alfréd Nemzeti Sportuszoda, Budapest Játékvezetők: Galindo (ESP), Dutilh-Dumas (NED) |

| 2014. július 15. 14:30 | Oroszország          | 7–15        | Montenegró         | Hajós Alfréd Nemzeti Sportuszoda, Budapest Játékvezetők: Koryzna (POL), Mercier (FRA) |
| 2014. július 15. 14:30 | (1–5, 2–3, 2–4, 2–3) |             |                    | Hajós Alfréd Nemzeti Sportuszoda, Budapest Játékvezetők: Koryzna (POL), Mercier (FRA) |
| 2014. július 15. 14:30 | Timakov 3            | Jegyzőkönyv | Ivović, Klikovak 3 | Hajós Alfréd Nemzeti Sportuszoda, Budapest Játékvezetők: Koryzna (POL), Mercier (FRA) |

| 2014. július 15. 16:00 | Románia              | 4–9         | Olaszország         | Hajós Alfréd Nemzeti Sportuszoda, Budapest Játékvezetők: Margeta (SLO), Franulović (CRO) |
| 2014. július 15. 16:00 | (1–1, 1–3, 1–4, 1–1) |             |                     | Hajós Alfréd Nemzeti Sportuszoda, Budapest Játékvezetők: Margeta (SLO), Franulović (CRO) |
| 2014. július 15. 16:00 | Gheorghe 2           | Jegyzőkönyv | Giorgetti, Luongo 2 | Hajós Alfréd Nemzeti Sportuszoda, Budapest Játékvezetők: Margeta (SLO), Franulović (CRO) |

| 2014. július 17. 11:30 | Olaszország          | 15–5        | Grúzia   | Hajós Alfréd Nemzeti Sportuszoda, Budapest Játékvezetők: Taylor (GBR), Bender (GER) |
| 2014. július 17. 11:30 | (3–2, 5–1, 5–1, 2–1) |             |          | Hajós Alfréd Nemzeti Sportuszoda, Budapest Játékvezetők: Taylor (GBR), Bender (GER) |
| 2014. július 17. 11:30 | Figari, Aicardi 3    | Jegyzőkönyv | Jelaca 2 | Hajós Alfréd Nemzeti Sportuszoda, Budapest Játékvezetők: Taylor (GBR), Bender (GER) |

| 2014. július 17. 16:00 | Görögország          | 12–6        | Oroszország   | Hajós Alfréd Nemzeti Sportuszoda, Budapest Játékvezetők: Koryzna (POL), Margeta (SLO) |
| 2014. július 17. 16:00 | (3–1, 3–3, 1–1, 5–1) |             |               | Hajós Alfréd Nemzeti Sportuszoda, Budapest Játékvezetők: Koryzna (POL), Margeta (SLO) |
| 2014. július 17. 16:00 | Muríkisz 3           | Jegyzőkönyv | Sztyepanyuk 4 | Hajós Alfréd Nemzeti Sportuszoda, Budapest Játékvezetők: Koryzna (POL), Margeta (SLO) |

| 2014. július 17. 19:00 | Montenegró           | 13–8        | Románia   | Hajós Alfréd Nemzeti Sportuszoda, Budapest Játékvezetők: Koganov (AZE), Galindo (ESP) |
| 2014. július 17. 19:00 | (2–2, 3–0, 5–2, 3–4) |             |           | Hajós Alfréd Nemzeti Sportuszoda, Budapest Játékvezetők: Koganov (AZE), Galindo (ESP) |
| 2014. július 17. 19:00 | Janović, Janović 3   | Jegyzőkönyv | Negrean 4 | Hajós Alfréd Nemzeti Sportuszoda, Budapest Játékvezetők: Koganov (AZE), Galindo (ESP) |

| 2014. július 19. 13:00 | Grúzia               | 12–16       | Oroszország            | Hajós Alfréd Nemzeti Sportuszoda, Budapest Játékvezetők: Mercier (FRA), Bender (GER) |
| 2014. július 19. 13:00 | (3–3, 1–4, 7–4, 1–5) |             |                        | Hajós Alfréd Nemzeti Sportuszoda, Budapest Játékvezetők: Mercier (FRA), Bender (GER) |
| 2014. július 19. 13:00 | Tsrepulia, Elez 4    | Jegyzőkönyv | Nagajev, Sztyepanyuk 4 | Hajós Alfréd Nemzeti Sportuszoda, Budapest Játékvezetők: Mercier (FRA), Bender (GER) |

| 2014. július 19. 14:30 | Románia              | 9–10        | Görögország     | Hajós Alfréd Nemzeti Sportuszoda, Budapest Játékvezetők: Koganov (AZE), Fekete (HUN) |
| 2014. július 19. 14:30 | (3–2, 2–3, 2–2, 2–3) |             |                 | Hajós Alfréd Nemzeti Sportuszoda, Budapest Játékvezetők: Koganov (AZE), Fekete (HUN) |
| 2014. július 19. 14:30 | Diaconu 4            | Jegyzőkönyv | három játékos 2 | Hajós Alfréd Nemzeti Sportuszoda, Budapest Játékvezetők: Koganov (AZE), Fekete (HUN) |

| 2014. július 19. 19:00 | Olaszország          | 6–6         | Montenegró        | Hajós Alfréd Nemzeti Sportuszoda, Budapest Játékvezetők: Koryzna (POL), Schwartz (ISR) |
| 2014. július 19. 19:00 | (2–0, 0–1, 2–3, 2–2) |             |                   | Hajós Alfréd Nemzeti Sportuszoda, Budapest Játékvezetők: Koryzna (POL), Schwartz (ISR) |
| 2014. július 19. 19:00 | Fondelli 3           | Jegyzőkönyv | Janović, Ivović 4 | Hajós Alfréd Nemzeti Sportuszoda, Budapest Játékvezetők: Koryzna (POL), Schwartz (ISR) |

| 2014. július 21. 11:30 | Montenegró           | 17–2        | Grúzia | Hajós Alfréd Nemzeti Sportuszoda, Budapest Játékvezetők: Várkonyi (HUN), Mercier (FRA) |
| 2014. július 21. 11:30 | (4–0, 4–0, 4–1, 5–1) |             |        | Hajós Alfréd Nemzeti Sportuszoda, Budapest Játékvezetők: Várkonyi (HUN), Mercier (FRA) |
| 2014. július 21. 11:30 | Ivović 6             | Jegyzőkönyv | Elez 2 | Hajós Alfréd Nemzeti Sportuszoda, Budapest Játékvezetők: Várkonyi (HUN), Mercier (FRA) |

| 2014. július 21. 13:00 | Oroszország          | 8–11        | Románia   | Hajós Alfréd Nemzeti Sportuszoda, Budapest Játékvezetők: Franulović (CRO), Fekete (HUN) |
| 2014. július 21. 13:00 | (2–3, 1–3, 2–3, 3–2) |             |           | Hajós Alfréd Nemzeti Sportuszoda, Budapest Játékvezetők: Franulović (CRO), Fekete (HUN) |
| 2014. július 21. 13:00 | Kholod 3             | Jegyzőkönyv | Negrean 5 | Hajós Alfréd Nemzeti Sportuszoda, Budapest Játékvezetők: Franulović (CRO), Fekete (HUN) |

| 2014. július 21. 19:00 | Görögország          | 9–9         | Olaszország     | Hajós Alfréd Nemzeti Sportuszoda, Budapest Játékvezetők: Teixido (ESP), Margeta (SLO) |
| 2014. július 21. 19:00 | (4–2, 0–4, 3–2, 2–1) |             |                 | Hajós Alfréd Nemzeti Sportuszoda, Budapest Játékvezetők: Teixido (ESP), Margeta (SLO) |
| 2014. július 21. 19:00 | Vlahopulosz 3        | Jegyzőkönyv | három játékos 2 | Hajós Alfréd Nemzeti Sportuszoda, Budapest Játékvezetők: Teixido (ESP), Margeta (SLO) |

### B csoport

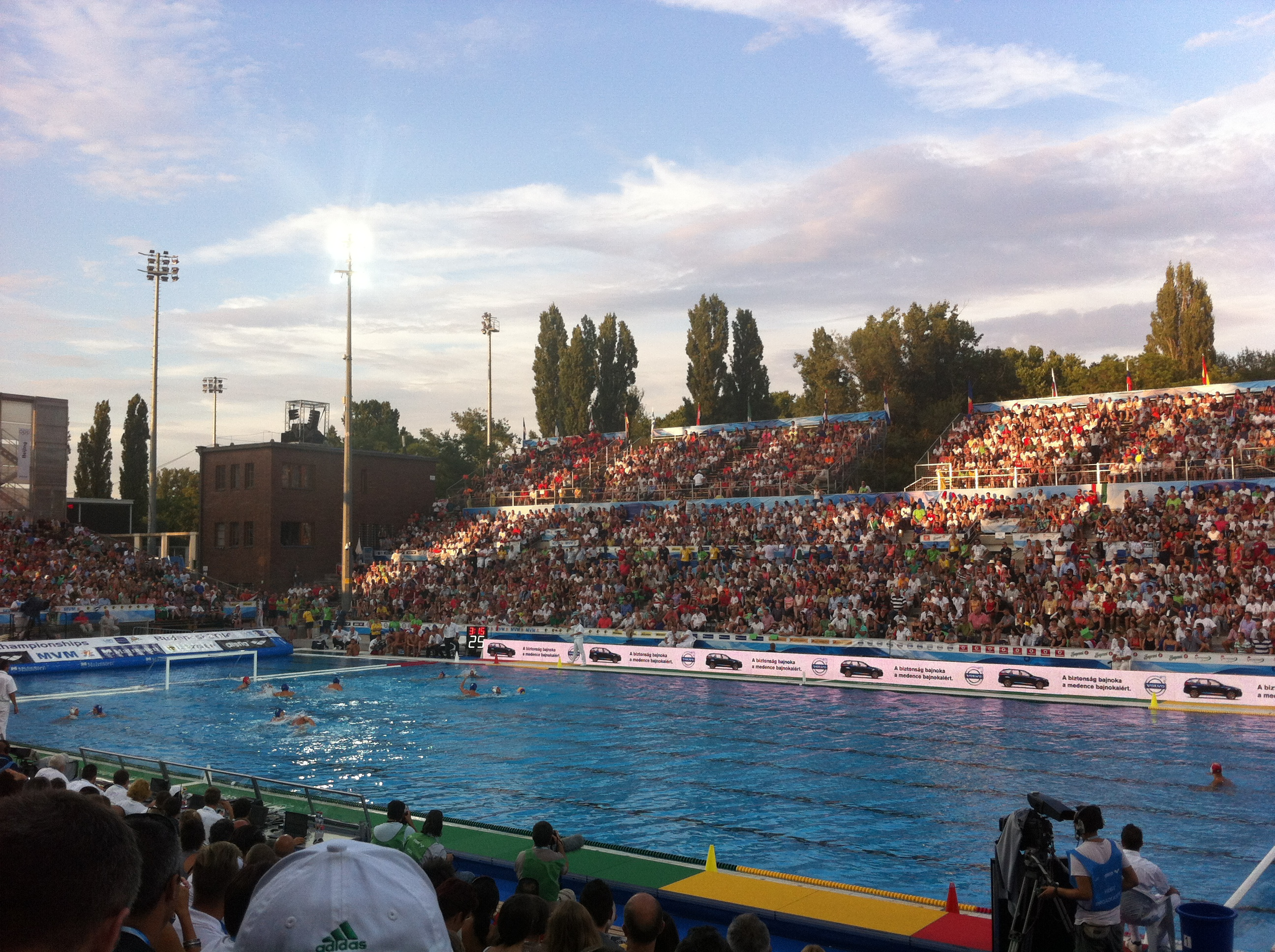
Az Eb helyszíne, a Hajós Alfréd Nemzeti Sportuszoda

| Csapat        | M | Gy | D | V | G+ | G– | Gk  | P  |
| ------------- | - | -- | - | - | -- | -- | --- | -- |
| Magyarország  | 5 | 5  | 0 | 0 | 55 | 36 | +19 | 15 |
| Szerbia       | 5 | 3  | 1 | 1 | 50 | 34 | +16 | 10 |
| Horvátország  | 5 | 2  | 2 | 1 | 46 | 39 | +7  | 8  |
| Spanyolország | 5 | 2  | 1 | 2 | 47 | 41 | +6  | 7  |
| Franciaország | 5 | 1  | 0 | 4 | 36 | 62 | −26 | 3  |
| Németország   | 5 | 0  | 0 | 5 | 35 | 57 | −22 | 0  |

| 2014. július 14. 11:30 | Horvátország         | 10–5        | Németország | Hajós Alfréd Nemzeti Sportuszoda, Budapest Játékvezetők: Schwartz (ISR), Bianchi (ITA) |
| 2014. július 14. 11:30 | (4–3, 2–0, 3–0, 1–2) |             |             | Hajós Alfréd Nemzeti Sportuszoda, Budapest Játékvezetők: Schwartz (ISR), Bianchi (ITA) |
| 2014. július 14. 11:30 | három játékos 2      | Jegyzőkönyv | Schüler 2   | Hajós Alfréd Nemzeti Sportuszoda, Budapest Játékvezetők: Schwartz (ISR), Bianchi (ITA) |

| 2014. július 14. 14:30 | Franciaország        | 5–16        | Szerbia | Hajós Alfréd Nemzeti Sportuszoda, Budapest Játékvezetők: Toygarli (TUR), Alexandrescu (ROU) |
| 2014. július 14. 14:30 | (1–4, 1–3, 0–3, 3–6) |             |         | Hajós Alfréd Nemzeti Sportuszoda, Budapest Játékvezetők: Toygarli (TUR), Alexandrescu (ROU) |
| 2014. július 14. 14:30 | Bodegas, Camarasa 2  | Jegyzőkönyv | Nikić 4 | Hajós Alfréd Nemzeti Sportuszoda, Budapest Játékvezetők: Toygarli (TUR), Alexandrescu (ROU) |

| 2014. július 14. 20:30 | Spanyolország        | 9–12        | Magyarország | Hajós Alfréd Nemzeti Sportuszoda, Budapest Játékvezetők: Naumov (RUS), Abramović (MNE) |
| 2014. július 14. 20:30 | (2–2, 2–4, 2–3, 3–3) |             |              | Hajós Alfréd Nemzeti Sportuszoda, Budapest Játékvezetők: Naumov (RUS), Abramović (MNE) |
| 2014. július 14. 20:30 | Mallarach 3          | Jegyzőkönyv | Varga Dá. 5  | Hajós Alfréd Nemzeti Sportuszoda, Budapest Játékvezetők: Naumov (RUS), Abramović (MNE) |

| 2014. július 15. 13:00 | Németország          | 7–12        | Szerbia     | Hajós Alfréd Nemzeti Sportuszoda, Budapest Játékvezetők: Taccini (ITA), Stavridis (GRE) |
| 2014. július 15. 13:00 | (2–3, 1–3, 2–3, 2–3) |             |             | Hajós Alfréd Nemzeti Sportuszoda, Budapest Játékvezetők: Taccini (ITA), Stavridis (GRE) |
| 2014. július 15. 13:00 | Real, Nossek 2       | Jegyzőkönyv | Filipović 4 | Hajós Alfréd Nemzeti Sportuszoda, Budapest Játékvezetők: Taccini (ITA), Stavridis (GRE) |

| 2014. július 15. 19:00 | Horvátország         | 8–8         | Spanyolország | Hajós Alfréd Nemzeti Sportuszoda, Budapest Játékvezetők: Koganov (AZE), Naumov (RUS) |
| 2014. július 15. 19:00 | (3–2, 2–2, 1–2, 2–2) |             |               | Hajós Alfréd Nemzeti Sportuszoda, Budapest Játékvezetők: Koganov (AZE), Naumov (RUS) |
| 2014. július 15. 19:00 | Joković 3            | Jegyzőkönyv | Minguell 4    | Hajós Alfréd Nemzeti Sportuszoda, Budapest Játékvezetők: Koganov (AZE), Naumov (RUS) |

| 2014. július 15. 20:30 | Magyarország         | 12–7        | Franciaország | Hajós Alfréd Nemzeti Sportuszoda, Budapest Játékvezetők: Kikalishvili (GEO), Toygarli (TUR) |
| 2014. július 15. 20:30 | (2–2, 2–1, 5–1, 3–3) |             |               | Hajós Alfréd Nemzeti Sportuszoda, Budapest Játékvezetők: Kikalishvili (GEO), Toygarli (TUR) |
| 2014. július 15. 20:30 | Varga Dá. 3          | Jegyzőkönyv | Bodegas 3     | Hajós Alfréd Nemzeti Sportuszoda, Budapest Játékvezetők: Kikalishvili (GEO), Toygarli (TUR) |

| 2014. július 17. 13:00 | Franciaország        | 11–14       | Horvátország | Hajós Alfréd Nemzeti Sportuszoda, Budapest Játékvezetők: Dreval (RUS), Abramović (MNE) |
| 2014. július 17. 13:00 | (3–5, 2–3, 3–2, 3–4) |             |              | Hajós Alfréd Nemzeti Sportuszoda, Budapest Játékvezetők: Dreval (RUS), Abramović (MNE) |
| 2014. július 17. 13:00 | Simon, Bodegas 3     | Jegyzőkönyv | Joković 5    | Hajós Alfréd Nemzeti Sportuszoda, Budapest Játékvezetők: Dreval (RUS), Abramović (MNE) |

| 2014. július 17. 14:30 | Spanyolország        | 11–8        | Németország | Hajós Alfréd Nemzeti Sportuszoda, Budapest Játékvezetők: Schwartz (ISR), Stavropoulos (GRE) |
| 2014. július 17. 14:30 | (2–1, 3–2, 3–4, 3–1) |             |             | Hajós Alfréd Nemzeti Sportuszoda, Budapest Játékvezetők: Schwartz (ISR), Stavropoulos (GRE) |
| 2014. július 17. 14:30 | Minguell 3           | Jegyzőkönyv | Nossek 4    | Hajós Alfréd Nemzeti Sportuszoda, Budapest Játékvezetők: Schwartz (ISR), Stavropoulos (GRE) |

| 2014. július 17. 20:30 | Szerbia               | 6–8         | Magyarország    | Hajós Alfréd Nemzeti Sportuszoda, Budapest Játékvezetők: Bianchi (ITA), Alexandrescu (ROU) |
| 2014. július 17. 20:30 | (0–2, 3–3, 2–2, 1–1)  |             |                 | Hajós Alfréd Nemzeti Sportuszoda, Budapest Játékvezetők: Bianchi (ITA), Alexandrescu (ROU) |
| 2014. július 17. 20:30 | Filipović, Mitrović 2 | Jegyzőkönyv | három játékos 2 | Hajós Alfréd Nemzeti Sportuszoda, Budapest Játékvezetők: Bianchi (ITA), Alexandrescu (ROU) |

| 2014. július 19. 11:30 | Spanyolország        | 12–5        | Franciaország | Hajós Alfréd Nemzeti Sportuszoda, Budapest Játékvezetők: Abramović (MNE), Bianchi (ITA) |
| 2014. július 19. 11:30 | (2–0, 2–3, 4–2, 4–0) |             |               | Hajós Alfréd Nemzeti Sportuszoda, Budapest Játékvezetők: Abramović (MNE), Bianchi (ITA) |
| 2014. július 19. 11:30 | Español 5            | Jegyzőkönyv | Bodegas 2     | Hajós Alfréd Nemzeti Sportuszoda, Budapest Játékvezetők: Abramović (MNE), Bianchi (ITA) |

| 2014. július 19. 16:00 | Horvátország         | 8–8         | Szerbia     | Hajós Alfréd Nemzeti Sportuszoda, Budapest Játékvezetők: Naumov (RUS), Stavridis (GRE) |
| 2014. július 19. 16:00 | (2–3, 3–2, 1–2, 2–1) |             |             | Hajós Alfréd Nemzeti Sportuszoda, Budapest Játékvezetők: Naumov (RUS), Stavridis (GRE) |
| 2014. július 19. 16:00 | Sukno 3              | Jegyzőkönyv | Filipović 4 | Hajós Alfréd Nemzeti Sportuszoda, Budapest Játékvezetők: Naumov (RUS), Stavridis (GRE) |

| 2014. július 19. 20:30 | Németország          | 8–16        | Magyarország | Hajós Alfréd Nemzeti Sportuszoda, Budapest Játékvezetők: Toygaru (TUR), Bianchi (ITA) |
| 2014. július 19. 20:30 | (3–4, 4–5, 0–3, 1–4) |             |              | Hajós Alfréd Nemzeti Sportuszoda, Budapest Játékvezetők: Toygaru (TUR), Bianchi (ITA) |
| 2014. július 19. 20:30 | három játékos 2      | Jegyzőkönyv | Varga Dé. 5  | Hajós Alfréd Nemzeti Sportuszoda, Budapest Játékvezetők: Toygaru (TUR), Bianchi (ITA) |

| 2014. július 21. 14:30 | Franciaország        | 8–7         | Németország       | Hajós Alfréd Nemzeti Sportuszoda, Budapest Játékvezetők: Alexandrescu (ROU), Bianchi (ITA) |
| 2014. július 21. 14:30 | (1–0, 0–2, 4–4, 3–1) |             |                   | Hajós Alfréd Nemzeti Sportuszoda, Budapest Játékvezetők: Alexandrescu (ROU), Bianchi (ITA) |
| 2014. július 21. 14:30 | Marzouki 3           | Jegyzőkönyv | Nossek, Schüler 2 | Hajós Alfréd Nemzeti Sportuszoda, Budapest Játékvezetők: Alexandrescu (ROU), Bianchi (ITA) |

| 2014. július 21. 16:00 | Szerbia              | 8–6         | Spanyolország | Hajós Alfréd Nemzeti Sportuszoda, Budapest Játékvezetők: Naumov (RUS), Koryzna (POL) |
| 2014. július 21. 16:00 | (2–2, 1–0, 1–1, 4–3) |             |               | Hajós Alfréd Nemzeti Sportuszoda, Budapest Játékvezetők: Naumov (RUS), Koryzna (POL) |
| 2014. július 21. 16:00 | Ćuk 2                | Jegyzőkönyv | Español 4     | Hajós Alfréd Nemzeti Sportuszoda, Budapest Játékvezetők: Naumov (RUS), Koryzna (POL) |

| 2014. július 21. 20:30 | Magyarország         | 7–6         | Horvátország | Hajós Alfréd Nemzeti Sportuszoda, Budapest Játékvezetők: Stavropoulos (GRE), Koganov (AZE) |
| 2014. július 21. 20:30 | (0–2, 4–2, 1–1, 2–1) |             |              | Hajós Alfréd Nemzeti Sportuszoda, Budapest Játékvezetők: Stavropoulos (GRE), Koganov (AZE) |
| 2014. július 21. 20:30 | hét játékos 1        | Jegyzőkönyv | Sukno 2      | Hajós Alfréd Nemzeti Sportuszoda, Budapest Játékvezetők: Stavropoulos (GRE), Koganov (AZE) |

## Rájátszás
|  |              |              |              |             |              |            |             |           |              |              |               |               |               |
|  | Negyeddöntők | Negyeddöntők | Negyeddöntők |             |              | Elődöntők  | Elődöntők   | Elődöntők |              |              | Döntő         | Döntő         | Döntő         |
|  | Negyeddöntők | Negyeddöntők | Negyeddöntők |             |              | Elődöntők  | Elődöntők   | Elődöntők |              |              | Döntő         | Döntő         | Döntő         |
|  | július 23.   | július 23.   | július 23.   | július 25.  | július 25.   | július 25. |             |           |              |              |               |               |               |
|  | július 23.   | július 23.   | július 23.   | július 25.  | július 25.   | július 25. |             |           |              |              |               |               |               |
|  | A3           | Görögország  | 9            | A1          | Montenegró   | 9          |             |           |              |              |               |               |               |
|  | A3           | Görögország  | 9            | A1          | Montenegró   | 9          |             |           |              |              |               |               |               |
|  | B2           | Szerbia      | 13           |             |              |            | Szerbia     | 10        |              |              | július 27.    | július 27.    | július 27.    |
|  | B2           | Szerbia      | 13           |             |              |            | Szerbia     | 10        |              |              | július 27.    | július 27.    | július 27.    |
|  |              |              |              |             |              |            | Szerbia     | Szerbia   | 12           |              |               |               |               |
|  |              |              |              |             |              |            | Szerbia     | Szerbia   | 12           |              |               |               |               |
|  | július 23.   | július 23.   | július 23.   | július 25.  | július 25.   | július 25. |             |           | Magyarország | Magyarország | 7             |               |               |
|  | július 23.   | július 23.   | július 23.   | július 25.  | július 25.   | július 25. |             |           | Magyarország | Magyarország | 7             |               |               |
|  | A2           | Olaszország  | 8            | B1          | Magyarország | 8          |             |           |              |              |               |               |               |
|  | A2           | Olaszország  | 8            | B1          | Magyarország | 8          |             |           |              |              |               |               |               |
|  | B3           | Horvátország | 7            |             |              |            | Olaszország | 7         |              |              | Bronzmérkőzés | Bronzmérkőzés | Bronzmérkőzés |
|  | B3           | Horvátország | 7            |             |              |            | Olaszország | 7         |              |              | Bronzmérkőzés | Bronzmérkőzés | Bronzmérkőzés |
|  |              |              |              |             |              |            | július 27.  |           |              |              |               |               |               |
|  |              |              |              |             |              |            |             |           |              |              |               |               |               |
|  |              |              |              | Montenegró  | Montenegró   | 9          |             |           |              |              |               |               |               |
|  |              |              |              | Montenegró  | Montenegró   | 9          |             |           |              |              |               |               |               |
|  |              |              |              | Olaszország | Olaszország  | 11         |             |           |              |              |               |               |               |
|  |              |              |              | Olaszország | Olaszország  | 11         |             |           |              |              |               |               |               |
|  |              |              |              |             |              |            |             |           |              |              |               |               |               |

### A 10 közé jutásért
| 2014. július 23. 16:00 | Oroszország          | 8–9         | Németország | Hajós Alfréd Nemzeti Sportuszoda, Budapest Játékvezetők: Franulović (CRO), Bianchi (ITA) |
| 2014. július 23. 16:00 | (1–1, 4–2, 1–3, 2–3) |             |             | Hajós Alfréd Nemzeti Sportuszoda, Budapest Játékvezetők: Franulović (CRO), Bianchi (ITA) |
| 2014. július 23. 16:00 | Sztyepanyuk 3        | Jegyzőkönyv | Real 2      | Hajós Alfréd Nemzeti Sportuszoda, Budapest Játékvezetők: Franulović (CRO), Bianchi (ITA) |

| 2014. július 23. 17:30 | Grúzia               | 6–10        | Franciaország | Hajós Alfréd Nemzeti Sportuszoda, Budapest Játékvezetők: Fekete (HUN), Ćirić (SRB) |
| 2014. július 23. 17:30 | (2–2, 1–3, 2–3, 1–2) |             |               | Hajós Alfréd Nemzeti Sportuszoda, Budapest Játékvezetők: Fekete (HUN), Ćirić (SRB) |
| 2014. július 23. 17:30 | hat játékos 1        | Jegyzőkönyv | Bodegas 4     | Hajós Alfréd Nemzeti Sportuszoda, Budapest Játékvezetők: Fekete (HUN), Ćirić (SRB) |

### Az elődöntőbe jutásért
| 2014. július 23. 19:00 | Olaszország           | 8–7         | Horvátország | Hajós Alfréd Nemzeti Sportuszoda, Budapest Játékvezetők: Koganov (AZE), Stavridis (GRE) |
| 2014. július 23. 19:00 | (1–1, 3–2, 2–2, 2–2)  |             |              | Hajós Alfréd Nemzeti Sportuszoda, Budapest Játékvezetők: Koganov (AZE), Stavridis (GRE) |
| 2014. július 23. 19:00 | Figlioli, Giorgetti 2 | Jegyzőkönyv | Sukno 3      | Hajós Alfréd Nemzeti Sportuszoda, Budapest Játékvezetők: Koganov (AZE), Stavridis (GRE) |

| 2014. július 23. 20:30 | Görögország          | 9–13        | Szerbia      | Hajós Alfréd Nemzeti Sportuszoda, Budapest Játékvezetők: Bender (GER), Koryzna (POL) |
| 2014. július 23. 20:30 | (2–3, 3–4, 2–4, 2–2) |             |              | Hajós Alfréd Nemzeti Sportuszoda, Budapest Játékvezetők: Bender (GER), Koryzna (POL) |
| 2014. július 23. 20:30 | Vlahopulosz 4        | Jegyzőkönyv | öt játékos 2 | Hajós Alfréd Nemzeti Sportuszoda, Budapest Játékvezetők: Bender (GER), Koryzna (POL) |

### A 7–10. helyért
| 2014. július 25. 14:30 | Németország          | 8–16        | Spanyolország | Hajós Alfréd Nemzeti Sportuszoda, Budapest Játékvezetők: Fekete (HUN), Koryzna (POL) |
| 2014. július 25. 14:30 | (3–5, 1–4, 2–3, 2–4) |             |               | Hajós Alfréd Nemzeti Sportuszoda, Budapest Játékvezetők: Fekete (HUN), Koryzna (POL) |
| 2014. július 25. 14:30 | három játékos 2      | Jegyzőkönyv | Español 7     | Hajós Alfréd Nemzeti Sportuszoda, Budapest Játékvezetők: Fekete (HUN), Koryzna (POL) |

| 2014. július 25. 16:00 | Franciaország        | 8–15        | Románia   | Hajós Alfréd Nemzeti Sportuszoda, Budapest Játékvezetők: Toygaru (TUR), Franulović (CRO) |
| 2014. július 25. 16:00 | (3–3, 1–3, 1–6, 3–3) |             |           | Hajós Alfréd Nemzeti Sportuszoda, Budapest Játékvezetők: Toygaru (TUR), Franulović (CRO) |
| 2014. július 25. 16:00 | Bodegas 3            | Jegyzőkönyv | Negrean 5 | Hajós Alfréd Nemzeti Sportuszoda, Budapest Játékvezetők: Toygaru (TUR), Franulović (CRO) |

### Elődöntők
| 2014. július 25. 19:00 | Olaszország          | 7–8         | Magyarország  | Hajós Alfréd Nemzeti Sportuszoda, Budapest Játékvezetők: Alexandrescu (ROU), Margeta (SLO) |
| 2014. július 25. 19:00 | (1–3, 3–2, 1–1, 2–2) |             |               | Hajós Alfréd Nemzeti Sportuszoda, Budapest Játékvezetők: Alexandrescu (ROU), Margeta (SLO) |
| 2014. július 25. 19:00 | Gallo 2              | Jegyzőkönyv | Hosnyánszky 3 | Hajós Alfréd Nemzeti Sportuszoda, Budapest Játékvezetők: Alexandrescu (ROU), Margeta (SLO) |

| 2014. július 25. 20:30 | Szerbia              | 10–9        | Montenegró | Hajós Alfréd Nemzeti Sportuszoda, Budapest Játékvezetők: Stavridis (GRE), Naumov (RUS) |
| 2014. július 25. 20:30 | (3–5, 1–2, 3–2, 3–0) |             |            | Hajós Alfréd Nemzeti Sportuszoda, Budapest Játékvezetők: Stavridis (GRE), Naumov (RUS) |
| 2014. július 25. 20:30 | Mitrović 3           | Jegyzőkönyv | Janović 3  | Hajós Alfréd Nemzeti Sportuszoda, Budapest Játékvezetők: Stavridis (GRE), Naumov (RUS) |

### A 11. helyért
| 2014. július 25. 17:30 | Oroszország           | 9–8         | Grúzia         | Hajós Alfréd Nemzeti Sportuszoda, Budapest Játékvezetők: Galindo (ESP), Schwartz (ISR) |
| 2014. július 25. 17:30 | (2–2, 2–2 , 2–1, 3–3) |             |                | Hajós Alfréd Nemzeti Sportuszoda, Budapest Játékvezetők: Galindo (ESP), Schwartz (ISR) |
| 2014. július 25. 17:30 | Sztyepanyuk 4         | Jegyzőkönyv | Elez, Jelaca 2 | Hajós Alfréd Nemzeti Sportuszoda, Budapest Játékvezetők: Galindo (ESP), Schwartz (ISR) |

### A 9. helyért
| 2014. július 26. 10:30 | Németország          | 14–13       | Franciaország | Hajós Alfréd Nemzeti Sportuszoda, Budapest Játékvezetők: Ćirić (SRB), Koryzna (POL) |
| 2014. július 26. 10:30 | (4–3, 4–6, 4–3, 2–1) |             |               | Hajós Alfréd Nemzeti Sportuszoda, Budapest Játékvezetők: Ćirić (SRB), Koryzna (POL) |
| 2014. július 26. 10:30 | Nossek 4             | Jegyzőkönyv | Camarasa 5    | Hajós Alfréd Nemzeti Sportuszoda, Budapest Játékvezetők: Ćirić (SRB), Koryzna (POL) |

### A 7. helyért
| 2014. július 26. 12:00 | Spanyolország        | 8–7         | Románia | Hajós Alfréd Nemzeti Sportuszoda, Budapest Játékvezetők: Bender (GER), Naumov (RUS) |
| 2014. július 26. 12:00 | (3–1, 1–3, 2–1, 2–2) |             |         | Hajós Alfréd Nemzeti Sportuszoda, Budapest Játékvezetők: Bender (GER), Naumov (RUS) |
| 2014. július 26. 12:00 | García 3             | Jegyzőkönyv | Radu 3  | Hajós Alfréd Nemzeti Sportuszoda, Budapest Játékvezetők: Bender (GER), Naumov (RUS) |

### Az 5. helyért
| 2014. július 26. 13:30 | Horvátország         | 11–7        | Görögország | Hajós Alfréd Nemzeti Sportuszoda, Budapest Játékvezetők: Bianchi (ITA), Fekete (HUN) |
| 2014. július 26. 13:30 | (2–3, 3–0, 3–2, 3–2) |             |             | Hajós Alfréd Nemzeti Sportuszoda, Budapest Játékvezetők: Bianchi (ITA), Fekete (HUN) |
| 2014. július 26. 13:30 | Joković 3            | Jegyzőkönyv | Fundúlisz 3 | Hajós Alfréd Nemzeti Sportuszoda, Budapest Játékvezetők: Bianchi (ITA), Fekete (HUN) |

### Bronzmérkőzés
| 2014. július 27. 18:30 | Olaszország          | 11–9        | Montenegró   | Hajós Alfréd Nemzeti Sportuszoda, Budapest Játékvezetők: Stavridis (GRE), Koganov (AZE) |
| 2014. július 27. 18:30 | (1–3, 5–3, 2–2, 3–1) |             |              | Hajós Alfréd Nemzeti Sportuszoda, Budapest Játékvezetők: Stavridis (GRE), Koganov (AZE) |
| 2014. július 27. 18:30 | Giorgetti 4          | Jegyzőkönyv | M. Janović 3 | Hajós Alfréd Nemzeti Sportuszoda, Budapest Játékvezetők: Stavridis (GRE), Koganov (AZE) |

### Döntő
| 2014. július 27. 20:30 | Magyarország         | 7–12        | Szerbia | Hajós Alfréd Nemzeti Sportuszoda, Budapest Játékvezetők: Margeta (SLO), Alexandrescu (ROU) |
| 2014. július 27. 20:30 | (1–3, 1–4, 4–2, 1–3) |             |         | Hajós Alfréd Nemzeti Sportuszoda, Budapest Játékvezetők: Margeta (SLO), Alexandrescu (ROU) |
| 2014. július 27. 20:30 | Vámos 3              | Jegyzőkönyv | Gocić 3 | Hajós Alfréd Nemzeti Sportuszoda, Budapest Játékvezetők: Margeta (SLO), Alexandrescu (ROU) |

| A 2014-es férfi vízilabda-Európa-bajnokság győztese |
| --------------------------------------------------- |
| · Szerbia · 6. cím                                  |

## Végeredmény
Magyarország eltérő háttérszínnel kiemelve.

| Helyezés | Nemzet        | M | Gy | D | V | G+ | G– | Gk  | P  |
| -------- | ------------- | - | -- | - | - | -- | -- | --- | -- |
| Arany    | Szerbia       | 8 | 6  | 1 | 1 | 85 | 59 | +26 | 19 |
| Ezüst    | Magyarország  | 7 | 6  | 0 | 1 | 70 | 55 | +15 | 18 |
| Bronz    | Olaszország   | 8 | 5  | 2 | 1 | 78 | 54 | +24 | 17 |
| 4.       | Montenegró    | 7 | 4  | 1 | 2 | 80 | 50 | +30 | 13 |
| 5.       | Horvátország  | 7 | 3  | 2 | 2 | 64 | 54 | +10 | 11 |
| 6.       | Görögország   | 7 | 3  | 1 | 3 | 68 | 65 | +3  | 10 |
|          |               |   |    |   |   |    |    |     |    |
| 7.       | Spanyolország | 7 | 4  | 1 | 2 | 70 | 56 | +14 | 13 |
| 8.       | Románia       | 7 | 3  | 0 | 4 | 65 | 62 | +3  | 9  |
| 9.       | Németország   | 8 | 2  | 0 | 6 | 66 | 94 | –28 | 6  |
| 10.      | Franciaország | 8 | 2  | 0 | 6 | 67 | 96 | –29 | 6  |
| 11.      | Oroszország   | 7 | 2  | 0 | 5 | 60 | 80 | –20 | 6  |
| 12.      | Grúzia        | 7 | 0  | 0 | 7 | 45 | 93 | –48 | 0  |